# Clear Creek Township (comté de Vernon, Missouri)
Pour les articles homonymes, voir Clear Creek Township.
Clear Creek Township est un township, situé dans le comté de Vernon, dans le Missouri, aux États-Unis,.
Le township est fondé durant les années 1860 et baptisé en référence au cours d'eau Clear Creek.

### Source de la traduction
- (en) Cet article est partiellement ou en totalité issu de l’article de Wikipédia en anglais intitulé « Clear Creek Township, Vernon County, Missouri » (voir la liste des auteurs).